# Parafia św. Maksyma Gorlickiego w Głogowie
Parafia Świętego Maksyma Gorlickiego – parafia prawosławna w Głogowie, w dekanacie Lubin diecezji wrocławsko-szczecińskiej.
Na terenie parafii funkcjonuje 1 cerkiew:
- cerkiew św. Maksyma Gorlickiego w Głogowie – parafialna

## Historia
Parafia prawosławna w Głogowie została założona dzięki staraniom biskupa Aleksego i ks. Michała Żuka w 1982. Pierwszym proboszczem głogowskiej parafii (początkowo pod wezwaniem Wszystkich Świętych) został ks. Anatol Fedasz, proboszcz parafii Podwyższenia Krzyża Świętego w pobliskiej Rudnej. Pierwsze nabożeństwo było celebrowane 6 stycznia 1982 w rzymskokatolickiej kaplicy cmentarnej pw. Wszystkich Świętych (przy ulicy Legnickiej), współużytkowanej przez prawosławnych do 2001. Ostatecznie Kościół rzymskokatolicki stał się wyłącznym właścicielem i użytkownikiem kaplicy.
W 1989 proboszczem parafii został ks. prot. Sławomir Kondratiuk. Po utracie możliwości pozyskania kaplicy, dalsze starania powiększającej się prawosławnej społeczności głogowskiej, zdeterminowane działalnością nowego kapłana, zaowocowały po wielu wcześniejszych, mało realnych propozycjach, ofertą władz miejskich przejęcia pochodzącego z XIX w. poniemieckiego bunkra fortecznego (przy ulicy Bolesława Krzywoustego). Oferta ta została przyjęta i po pracach adaptacyjnych wnętrza oraz gruntownym remoncie, w dniu 5 września 2001 odprawiono w tak urządzonej kaplicy pierwsze nabożeństwo.  Decyzję o wykonaniu nadbudowy cerkwi na podwalinach bunkra opóźniał brak zgody miejskiego architekta na realizację tego projektu, nie harmonizującego rzekomo z architekturą otoczenia. Zamierzenia inwestycyjne udało się uruchomić pod koniec 2001, kiedy to wylano płytę nośną pod prezbiterium. Dzięki ofiarności parafian, zbiórkom ogólnometropolitalnym i diecezjalnym, wsparciu okolicznych parafii, dotacjom Urzędu Miejskiego, a także znacznej pomocy pracującego w Hanowerze Mołdawianina Zachara Karafizi, po niespełna 6 latach oddano cerkiew do użytku. Nowa świątynia została konsekrowana 19 maja 2007 przez arcybiskupa Jeremiasza; patronem cerkwi i parafii został św. Męczennik Maksym Gorlicki. W marcu 2012 umieszczono zespół 3 kopuł na ścianie czołowej.
W 2013 parafia prawosławna w Głogowie liczyła 25 rodzin, głównie Łemków, Ukraińców, Rosjan i Bułgarów.

## Wykaz proboszczów
- 27.01.1982 – 22.09.1989 – ks. Anatol Fedasz
- 7.11.1989 – 2019 – ks. Sławomir Kondratiuk
- od 2019 – ks. Dariusz Ciołka[1]